# أردارا
أردارا، (بالإنجليزية: Ardara)، (سردينيا: araldara)، هي بلدية في مقاطعة ساساري في المنطقة الإيطالية سردينيا، وتقع على بعد حوالي 160 كيلومترا (99 ميل) إلى الشمال من كالياري، وحوالي 25 كيلومترا (16 ميل) جنوب شرق ساساري.

## السكان
تطور النمو السكاني لـ أردارا